# Sabaa Tahir
Sabaa Tahir (Londres) é uma escritora inglesa de origem paquistanesa, naturalizada estadunidense, mais conhecida por seu best-seller do The New York Times: An Ember in the Ashes e suas sequências. Essa série de livros de fantasia já foi publicada em mais de 30 países.
Dois de seus romances, An Ember in the Ashes e A Torch Against the Night, foram listados entre os 100 melhores livros de fantasia da revista Time em 2020.

## Biografia
Sabaa Tahir cresceu no Deserto de Mojave em Ridgecrest, Califórnia com seus pais e dois irmãos mais velhos até os 17 anos. Seus pais emigraram do Paquistão para o  Reino Unido antes de se mudarem com a família para os Estados Unidos. Ela frequentou a Universidade da Califórnia, período em que foi estagiária no The Washington Post. Após a formatura, ela conseguiu um emprego no mesmo jornal como editora de texto. Ela atualmente mora na Área da Baía de São Francisco (Califórnia) e se dedica apenas a escrever.

## Obras

### Série Uma Chama entre as cinzas
1. An Ember in the Ashes (2015) Uma chama entre as cinzas (Verus, 2020)
2. A Torch Against the Night (2016) Uma tocha na escuridão (Verus, 2020)
3. A Reaper at the Gates (2018) Um assassino nos portões (Verus, 2020)
4. A Sky Beyond the Storm (2020) Um céu além da tempestade (Verus, 2021)

#### Relacionados (Graphic novel)
- A Thief Among the Trees (2020)
- A Spark Within the Forge (2022)

#### DuologiaHeir
(Spin-off da Uma Chama entre as cinzas)
- Heir (2024)

### Livro isolado
- All My Rage (2022)